# Sato Shinsuke
Satō Shinsuke (佐藤 信介 Satō Shinsuke, sinh 1970) là một đạo diễn phim, nhà viết lời thoại kịch và thiết kế trò chơi video người Nhật Bản.

## Các phim đã đóng
| Năm  | Tiêu đề gốc tiếng Nhật                                                         | Tiêu đề tiếng Anh                                              | Vai                 |
| ---- | ------------------------------------------------------------------------------ | -------------------------------------------------------------- | ------------------- |
| 1997 | Tōkyō yakyoku                                                                  | Tokyo Lullaby                                                  | Nhà văn             |
| 1998 | Tadon to chikuwa (phân đoạn "Tadon")                                           |                                                                | Nhà văn             |
| 2000 | Zawa-zawa Shimokita-sawa                                                       |                                                                | Nhà văn             |
| 2000 | Himawari                                                                       | Sunflower                                                      | Nhà văn             |
| 2001 | Shura Yukihime                                                                 | The Princess Blade                                             | Nhà văn, đạo diễn   |
| 2002 | Rokkun rouru mishin                                                            | Rock'n'Roll Mishin                                             | Nhà văn             |
| 2003 | Seventh Anniversary                                                            |                                                                | Nhà văn             |
| 2005 | Haru no yuki                                                                   | Snowy Love Fall in Spring, also known as Spring Snow (film)    | biên kịch           |
| 2005 | Inu no eiga                                                                    | All About My Dog                                               | biên kịch           |
| 2006 | Kenchō no hoshi                                                                | Star Reformer, also known as The Star of Prefecture Government | biên kịch           |
| 2008 | Sunadokei                                                                      | Sand Clock also known as Sand Chronicles                       | biên kịch, đạo diễn |
| 2009 | Hottarake no shima – Haruka to maho no kagami, also known as Hottrake no shima | Oblivion Island:Haruka and the Magic Mirror                    | đạo diễn            |
| 2011 | Gantz#Live action films                                                        |                                                                | đạo diễn            |
| 2013 | Thư viện đại chiến                                                             |                                                                | đạo diễn            |
| 2014 |                                                                                | All-Round Appraiser Q:The Eyes of Mona Lisa                    | đạo diễn            |
| 2015 | Toshokan Sensō The Last Mission                                                | Library Wars:The Last Mission                                  | đạo diễn            |
| 2016 | Death Note 2016                                                                |                                                                | đạo diễn            |
| 2016 | I am a Hero                                                                    |                                                                | đạo diễn            |

## Nhà phát triển trò chơi video
| Năm  | Trò chơi               | Vai trò                             |
| ---- | ---------------------- | ----------------------------------- |
| 2002 | Tekken 4               | Nhà phát triển kịch bản và nhân vật |
| 2005 | Red Ninja:End of Honor | Nhà phát triển hợp tác              |